# Castel Porziano

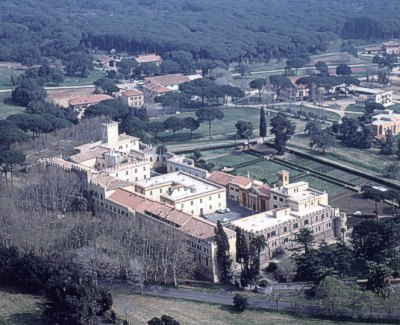
Jagdschloss mit Nebengebäuden

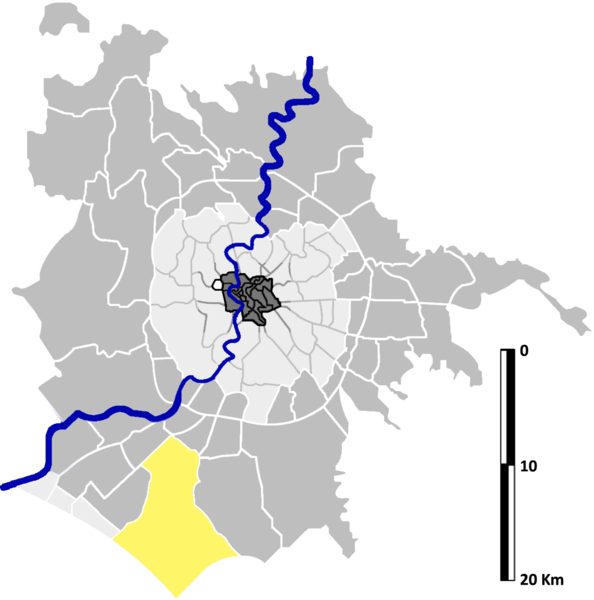
Castel Porziano ist gelb markiert

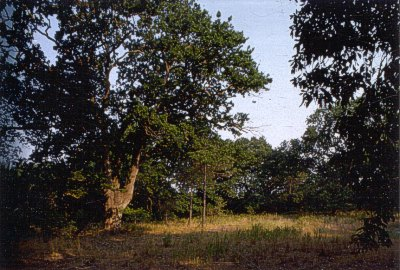
Castelporziano

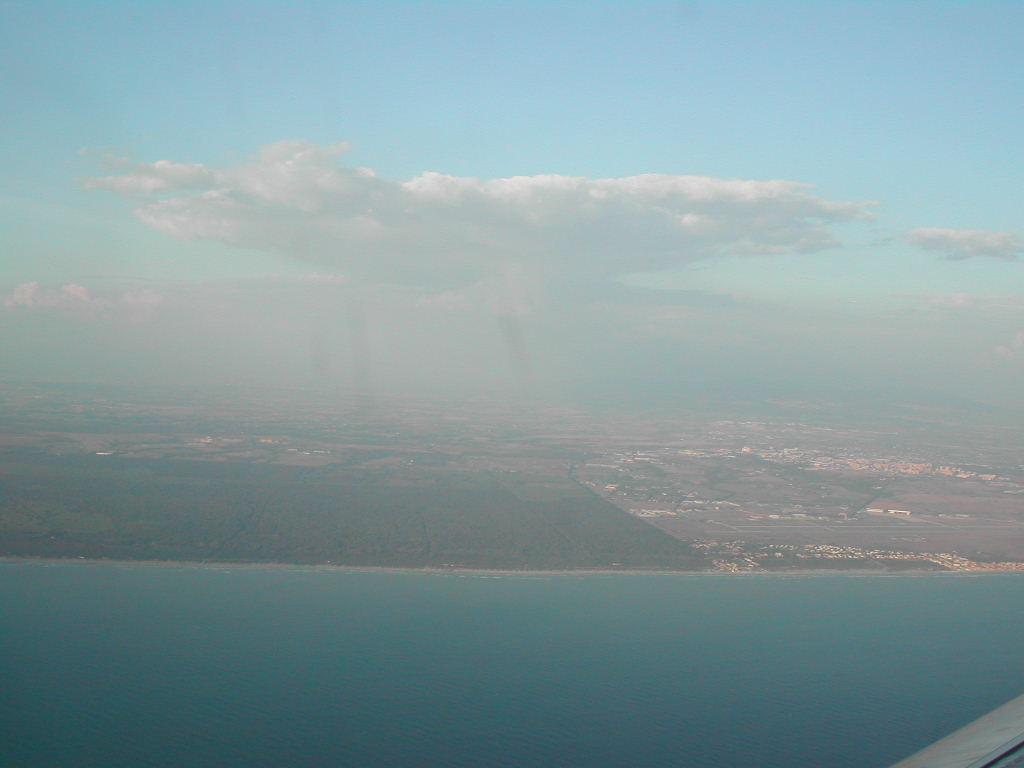
Waldgebiet von Castelporziano, rechts der Militärflugplatz Pratica di Mare

Castel Porziano heißt die 29. Zone von Rom im Bereich des Agro Romano, bezeichnet als Z.XXIX, sie gehört zum Municipio Ostia. Der Name des kaum besiedelten Stadtteils geht auf ein 60 km² großes Landgut der Staatspräsidenten Italiens (Tenuta Presidenziale di Castelporziano) zurück. Dieses liegt etwa 25 km südsüdwestlich von Rom an der Mittelmeerküste, wenige Kilometer südöstlich der Tibermündung, auf dem Gebiet des römischen Stadtteils Ostia, an der Grenze zu Pomezia. Das öffentlich nicht zugängliche Naturschutzgebiet ist fast vollständig von Wald bedeckt und damit eines der größten zusammenhängenden Forstgebiete Latiums. In der Mitte desselben befindet sich eine Burg aus dem 10. Jahrhundert, die im Lauf der Zeit mehrmals umgebaut wurde. In den offiziellen Schreibweisen wird der Stadtteil getrennt, das Landgut aber zusammengeschrieben.

## Geschichte
Im Gebiet des Landguts lag die antike Stadt Laurentum, wo Aeneas der Sage nach landete.
Das Gut von Castelporziano bildet den Rest eines Urwaldes, den die Römer vor über 2000 Jahren rodeten, um nahe der Küste luxuriöse Villen für die Aristokratie zu bauen. Die Verödung der Landschaft führte später zur Herausbildung der Pontinischen Sümpfe, die erst in den 1930er Jahren mit großem Aufwand trockengelegt werden konnten.
Im Mittelalter ging Castelporziano an die Regierung des Kirchenstaates über, die es der römischen Aristokratie zu Jagdzwecken überließ, soweit dies in den Sumpfgebieten wegen der grassierenden Malaria möglich war. 1568 erwarb die florentinische Familie Del Nero das Landgut von Castelporziano, um es landwirtschaftlich zu nutzen. Dabei geriet man wegen etablierter Jagdrechte mehrmals in Konflikt mit einflussreichen Kreisen in Rom und der benachbarten einfachen Landbevölkerung.
1824 erwarb die römische Adelsfamilie Grazioli das Gut, stürzte sich jedoch mit großzügigen Ausbaumaßnahmen in den finanziellen Ruin und verkaufte Castelporziano 1872 an den italienischen Staat. Kurz darauf wurde das Gut unter König Viktor Emanuel II. zum königlichen Jagdrevier. Mit Abschaffung der Monarchie wurde Castelporziano 1946 zum Landgut des im Quirinalspalast in Rom residierenden italienischen Staatspräsidenten. Neben diesen beiden Anwesen verfügt der Staatspräsident noch über die Villa Rosebery am Golf von Neapel.

## Flora und Fauna
Das burgartige Jagdschloss dient mit seinen Nebengebäuden vorwiegend als Museum, als Dienststelle für etwa 50 Bedienstete von Forst- und Polizeibehörden, sowie als Ausgangspunkt für Führungen von angemeldeten Besuchergruppen. Seit 1977 ist das Jagen in dem Naturschutzgebiet untersagt.
Castelporziano ist bekannt für seine Pferde- und Viehzucht. Daneben gibt es Wildschweine, Damhirsche, Rehe, Füchse, Stachelschweine, Dachse, Marder, Hasen, Fasane, Raben und Krähen, Habichte, Reiher und andere mehr.
Der Wald besteht aus verschiedensten Eichenarten, darunter uralte Stein- und Korkeichen, Kiefern, Eschen, Ulmen, Ahorne, Kastanienbäume, Apfelbäume, Birnbäume und auch Eukalyptusbäume, die bei der Trockenlegung von Sumpfgebieten geholfen haben. Stellenweise ist das Unterholz sehr dicht. Bei Capocotta beginnt der Übergang in den Pinienwald. Am Meer gibt es sehenswerte Dünen.

## Sonstiges
Reisende, die den Flughafen Rom-Fiumicino nutzen, können den Forst von Castelporziano aus dem Flugzeug sehen, sofern es von Süden kommt oder nach Süden abfliegt oder nach Westen startet. Castelporziano liegt südöstlich des Flughafens und nordwestlich von Pratica di Mare.